# Zapadnaja Dvina
Zapadnaja Dvina (Russisch: Западная Двина; "Westelijke Dvina") is een stad in de Russische oblast Tver, gelegen op de rechteroever van de Westelijke Dvina. Het is de hoofdplaats van het gelijknamige bestuurlijke rajon. De stad heeft 8.467 inwoners.
De stad ligt langs de federale autoweg M-9, die van Moskou naar Letland voert.
De geschiedenis van Zapadnaja Dwina gaat terug naar 1900, toen er een nederzetting werd gebouwd ten behoeve van het gelijknamige treinstation. In 1927 kreeg de stad status van Nederzetting met stedelijk karakter; stadstatus volgde in 1937.

## Demografie
| 1926  | 1939  | 1959  | 1970   | 1979   | 1989   | 2002   | 2010  | 2015  |
| ----- | ----- | ----- | ------ | ------ | ------ | ------ | ----- | ----- |
| 2.029 | 7.512 | 8.994 | 10.052 | 10.316 | 11.556 | 10.212 | 9.845 | 8.467 |

Bestuurlijk centrum: Tver 

Andreapol · Bezjetsk · Bely · Bologoje · Kasjin · Kaljazin · Kimry · Konakovo · Krasny Cholm · Koevsjinovo · Lichoslavl · Nelidovo · Oedomlja · Ostasjkov · Rzjev · Staritsa · Torzjok · Toropets · Vesjegonsk · Vysjni Volotsjok · Zapadnaja Dvina · Zoebtsov